# 悪役令嬢に転生したはずがマリー・アントワネットでした
『悪役令嬢に転生したはずがマリー・アントワネットでした』（あくやくれいじょうにてんせいしたはずがマリーアントワネットでした）は、小出よしとによる漫画。『月刊コミックフラッパー』（KADOKAWA）にて、2020年9月号から2022年3月号まで連載された。現代日本から転生した主人公が、異世界ではなくマリー・アントワネットに転生していたことを知り、「処刑される運命を回避」しようとするストーリーを描く。

## あらすじ
21世紀の日本で暮らしていた主人公は、27歳の誕生日に棚の上から落ちてきたエッフェル塔のオブジェの先端が、背に(おそらく脊髄に)刺さって死亡。目が覚めると11歳の金髪の美少女に転生しており、有力貴族と思わしき暮らしぶりに何処ぞの乙女ゲームの悪役令嬢に転生してしまったのかと思いつつ、優しい母や姉等に囲まれた生活に人生の勝利を確信する。しかし転生したのは架空の乙女ゲームではなく、実在した悲劇のフランス王妃マリー・アントワネットであったことを知る。

## 登場人物
マリー・アントワネット
本作の主人公。ドイツ語形ではマリア・アントニア。前世は現代日本に生きる27歳で、誕生日当日に同じく11歳の誕生日を迎えていたマリー・アントワネットに転生した。実家オーストリアの宮殿では知らず知らずのうちにドイツ語を話しており、アントニアと呼ばれていたため自身がマリー・アントワネットに転生してしまったと気付いたのはフランス王太子との縁談が決まってからであった。
オタクっぽい節がありネット用語等を度々連発したり、周囲の人物をスラングで形容することがある。現代日本の価値観が抜けていないため宮廷での価値観や文化とは相違のある軽率な行動も見られるものの、それが意識せず史実を塗り替えたことがある。
前世では世界史は赤点であったが、それでもマリー・アントワネットのことは知っていた。前世では独身であったため親に誕生日を祝うことより結婚を急かされ辟易しており、純粋に誕生日を祝ってくれたマリー・アントワネットの母マリア・テレジアには即座に心を許した。実姉マリア・カロリーナは転生して初めて接した相手であるため懐いている。結婚相手であるルイ・オーギュストとは「二人が死を分かつまで冷え切った関係のままなのは絶対無理」として仲の改善に努めた。

### オーストリア
マリア・テレジア
マリー・アントワネットの母。オーストリアの大公で実質的な女帝。王族としての自覚に欠けるアントワネットを心配しつつもフランス王太子妃として送り出すことを周囲の反対を押し切って決意する。
ヨーゼフ２世
マリー・アントワネットの長兄。オーストリアを母マリア・テレジアと共同統治する。プロイセンとロシアに誘われてフランスの友好国であるポーランドの分割に参加しようとする。フランスの不信を買う恐れのあるこの政策に危機感を持つ駐仏大使からアントワネットは世継ぎを産むことを強く迫られる。
マリア・カロリーナ
マリー・アントワネットのすぐ上の姉。姉たちのうちで最もアントワネットと仲が良い。アントワネットと対照的に王族としての自覚を持ち、花嫁の義務は相手王家の後継を産むこと、同盟を強化することと心得ている。ルイ・オーギュストに嫁ぐ予定だったが、姉のヨーゼファの早逝により代わりにヨーゼファの嫁ぎ先へ嫁ぐこととなる。

### フランス
ルイ・オーギュスト
マリー・アントワネットの1つ歳上の結婚相手。
初対面の時から目が死んでおり、マリー・アントワネットが距離を縮めようと話しかけても淡白な反応しか示さないため「陰キャ王子」と称される。しかし本心では長年戦争をしてきた敵国から来たにもかかわらず軽率な行動の目立つマリー・アントワネットを心配しており、狩猟会で暴れ馬から救った際は声を荒らげてその軽率さを咎めた。そのことがきっかけで夫婦仲は改善され、結婚以来7年間夫婦生活がなかった史実は変わり、赤面した顔や笑顔を見せるようになる。本人も積極的にマリー・アントワネットに関わるようになり、マリー・アントワネットも「陰キャ王子」から「ルイ君」へ呼び方を改めた。頭脳は明晰だが臆病な面があり、王座を狙うルイ・フィリップにマリー・アントワネットの暗殺を仄めかすような脅しをかけられ、万が一の際安全のためマリー・アントワネットを祖国に送り還せるよう「本物の夫婦」には至らない日々が長く続いた。
ルイ15世
フランス国王でルイ・オーギュストの祖父。マリー・アントワネットを可愛がるが、度々王太子夫妻の初夜について言及したり愛人を置いていることから本人からは「エロじじい」呼ばわりされている。
デュ・バリー夫人
ルイ15世の公妾である妖艶な美女。元娼婦という出自等からルイ15世の娘三姉妹から忌避されており、国庫のお金で宝石を買い漁っていることからマリー・アントワネットにも敵視されヴェルサイユでマリー・アントワネットから無視をされる。しかし本人は誤って銃を発砲してしまい死罪となった夫妻の恩赦のためルイ15世に跪く心優しい性格であり、それを知ったマリー・アントワネットが優しい平民を虐める悪役令嬢という構図となっていることに気付き、王女三姉妹を押し退け和解する。そのことで史実よりも早く対立は終わり、共にお茶をしながら談笑する仲となった。
ランバル公妃
フランス宮廷におけるアントワネットの友人。ベルサイユ宮殿でアントワネットが最初に声をかけた女性で、そのことにいたく感激しアントワネットのファンにある。後にデュ・バリー夫人の優しい面をアントワネットに伝え、アントワネットが考えを改めるきっかけを作った。アントワネットからは「ランちゃん」と呼ばれる。
ルイ15世の娘三姉妹（アデライード、ヴィクトワール、ソフィー）
デュ・バリー夫人を嫌っており、アントワネットを煽って対立させる（三姉妹は夫人が平民出身で元娼婦であることを理由に誹謗するが、アントワネットは夫人の出自ではなく国庫のお金で贅沢をしていることに反感を持つ）。
ルイ・フィリップ・ジョゼフ
アントワネットとルイ・オーギュストの政敵。王家であるブルボン家の分家の一つであるオルレアン家の子息。巧みな弁舌で国王・王妃となった二人を揺さぶり王座を我が物にしようとする。
モールパ伯爵
国王となったルイ・オーギュストの下での国務大臣。ルイ15世が廃止した高等法院（国王に対抗できる権力を持つ）の復活を進言しルイ・オーギュストを悩ませる。

## 書誌情報
- 小出よしと『悪役令嬢に転生したはずがマリー・アントワネットでした』KADOKAWA〈MFコミックス フラッパーシリーズ〉、全3巻
  1. 2021年2月22日発売[1][5]、ISBN 978-4-04-680206-4
  2. 2021年7月21日発売[6]、ISBN 978-4-04-680559-1
  3. 2022年2月22日発売[7]、ISBN 978-4-04-681046-5